# Wilhelm Zobus
Wilhelm Zobus (* 31. Januar 1831 in Geisenheim, Herzogtum Nassau; † 4. Juni 1869 ebenda) war ein deutscher Landschafts- und Genremaler sowie Lithograf.

## Leben
Zobus ging nach Düsseldorf und ließ sich dort von dem Landschaftsmaler Carl Friedrich Lessing privat unterrichten. Danach zog er nach München und schrieb sich am 11. November 1848 an der Königlichen Akademie der Bildenden Künste im Fach Malerei ein. Er ließ sich zunächst in München nieder, wo er als Lithograf arbeitete, später in Wiesbaden. Als Maler schuf er spätromantische Landschaften, oft mit Architekturdarstellungen, außerdem Genrebilder.